# Barbara Acklin
Barbara Acklin (Oakland (Californië), 28 februari 1943 – Omaha (Nebraska), 27 november 1998) was een Amerikaanse soulzangeres en songwriter.

## Biografie
Barbara Acklin was enig kind en groeide op in Chicago. Ze zong aanvankelijk in het kerkkoor, later in nachtclubs. Bij het label St. Lawrence Records van haar neef Monk Higgins was ze o.a. werkzaam als achtergrondzangeres. Tijdens haar tijd als receptioniste bij Brunswick Records begon ze songs te schrijven, waarvan er een werd opgenomen door Jackie Wilson, die zich daarna bij het platenlabel daarvoor inzette, dat Acklin een contract kreeg.
Het duet Show Me the Way to Go met Gene Chandler plaatste zich in 1968 in de Amerikaanse r&b-hitlijst op nummer 30. In hetzelfde jaar volgde Love Makes a Woman op nummer 3 in de r&b-hitlijst, dat een BMI Award kon winnen. Er volgden verdere singles en tot 1973 vijf albums. Haar song Am I the Same Girl werd door het label eerst als instrumental uitgebracht met piano van Young-Holt Unlimited onder de titel Soulful Strut. Het werd een nummer 3-hit en een miljoenenseller, terwijl Acklins versie zich daarna plaatste op de 79e positie.
Als songwriter werkte ze vooral met Eugene Record, met wie ze ook een poos getrouwd was, voor The Chi-Lites. In 1974 wisselde ze naar Capitol Records, bracht ze het album A Place in the Sun uit, dat zonder succes bleef en verloor derhalve haar platencontract. Naast soloconcerten was ze sindsdien voornamelijk werkzaam als achtergrondzangeres voor The Chi-Lites.
In 1990 kreeg het door haar en Record geschreven nummer Have You Seen Her weer bekendheid, toen het werd gecoverd door MC Hammer. Barbara Acklin maakte in 1998 bekend aan nieuw materiaal te werken.

## Overlijden
Barbara Acklin overleed in november 1998 op 55-jarige leeftijd aan de gevolgen van een longontsteking.

## Discografie

### Singles
- 1966: I'm Not Mad Anymore
- 1967: I've Got You Baby
- 1967: Your Sweet Loving
- 1968: From the Teacher to the Preacher (met Gene Chandler)
- 1968: Just Ain't No Love
- 1968: Love Makes a Woman (met Jimmy Castor)
- 1968:	Show Me the Way to Go (met Gene Chandler)
- 1969: A Raggedy Ride
- 1969: After You
- 1969: Little Green Apples (met Gene Chandler)
- 1969:	Am I the Same Girl (gebaseerd op de instrumental Soulful Strut van Young-Holt Unlimited, 1968)
- 1970: Someone Else's Arms
- 1970:	I Did It
- 1971: I Can't Do My Thing
- 1971:	Lady, Lady, Lady
- 1972:	I Call It Trouble
- 1973: I'll Bake Me a Man
- 1974:	Raindrops
- 1975: Give Me Some of Your Sweet Love
- 1975:	Special Loving

### Albums
- 1968:	Love Makes a Woman
- 1969: Seven Days of Night
- 1970: Someone Else's Arms
- 1971: I Did It
- 1973: I Call It Trouble
- 1975: A Place in the Sun

### Compilaties
- 1987: Groovy Ideas
- 1995: Greatest Hits
- 1999: Brunswick Singles A's & B's
- 2002: 20 Greatest Hits
- 2002: The Brunswick Anthology (2 cd's)
- 2003: The Best of Barbara Acklin
- 2004: The Complete Barbara Acklin on Brunswick Records (2 cd's)

- Biblioteca Nacional de España: XX1582026
- Bibliothèque nationale de France: cb13946509w (data)
- International Standard Name Identifier: 0000 0001 1640 4980
- Library of Congress Control Number: n92090559
- MusicBrainz: 84e7608b-c16d-4395-9cc2-89f41854f5f9
- Nationale Bibliotheek van Tsjechië: xx0145630
- Virtual International Authority File: 50886029
- WorldCat: E39PBJjCPbcVHFjymHBywPMtrq